# إيساك بونجا
إيساك بونجا (بالألمانية: Isaac Bonga)‏ هو لاعب كرة سلة ألماني يلعب في مركز لاعب هجوم صغير الجسم أو لاعب هجوم خلفي في نادي واشنطن ويزاردز.

## روابط خارجية
- إيساك بونجا على موقع الاتحاد الدولي لكرة السلة (الإنجليزية)
- إيساك بونجا على موقع إن بي أي (الإنجليزية)
- إيساك بونجا على موقع سبورتس رفرنس (الإنجليزية)
- إيساك بونجا على موقع كرة السلة الأوروبية.كوم (الإنجليزية)
- إيساك بونجا على موقع إي إس بي إن.كوم (الإنجليزية)
- إيساك بونجا على موقع ريلجم (الإنجليزية)
- إيساك بونجا على موقع بروبوليرز (الإنجليزية)
- إيساك بونجا على موقع سبورتس رفرنس (الإنجليزية)
- إيساك بونجا على موقع سبورتس رفرنس (الإنجليزية)
- إيساك بونجا على موقع أوليمبيديا (الإنجليزية)